# Eperjeske
Eperjeske is een plaats (község) en gemeente in het Hongaarse comitaat Szabolcs-Szatmár-Bereg. Eperjeske telt 1269 inwoners (2001).